# 普雷里鎮區 (阿肯色州瑟西縣)
普雷里鎮區（英語：Prairie Township）是位於美國阿肯色州瑟西縣的一個行政鎮區。

## 地方資料
根據2010年美國人口普查的數據，普雷里鎮區的面積為103.11平方千米，當中陸地面積為103.06平方千米，而水域面積為0.05平方千米。當地共有人口550人，而人口密度為每平方千米5人。